# Målen
Kan även avse en by i Hagshults socken Vaggeryds kommun
Målen är en småort i Öggestorps socken i Jönköpings kommun, sydost om Tenhult.